# Štefan Ružička
Štefan Ružička (né le 17 février 1985 à Nitra en Tchécoslovaquie) est un joueur professionnel slovaque de hockey sur glace.

## Biographie

### Carrière en club
Formé au HC Nitra, il est choisi par les Flyers de Philadelphie au 3e tour, en 81e position au total, au repêchage d'entrée dans la LNH 2003. Il est également sélectionné en troisième position lors du repêchage européen 2003 de la Ligue canadienne de hockey par l'Attack d'Owen Sound. Il part alors en Amérique du Nord et évolue dans la Ligue de hockey de l'Ontario. Il passe professionnel en 2005 avec le Phantoms de Philadelphie dans la Ligue américaine de hockey. Le 6 février 2008, il joue son premier match dans la LNH face aux Islanders de New York. En 2008-2009, il signe au HK Spartak Moscou dans la Ligue continentale de hockey.

### Carrière internationale
Il représente la Slovaquie au niveau international.

## Trophées et honneurs personnels
Ligue de hockey de l'Ontario
- 2004 : nommé dans la première équipe d'étoiles.

## Statistiques
| Saison    | Équipe                   | Ligue     |    | Saison régulière | Saison régulière | Saison régulière | Saison régulière | Saison régulière |    | Séries éliminatoires | Séries éliminatoires | Séries éliminatoires | Séries éliminatoires | Séries éliminatoires |
| Saison    | Équipe                   | Ligue     | PJ | B                | A                | Pts              | Pun              | PJ               | B  | A                    | Pts                  | Pun                  |                      |                      |
| 2001-2002 | HC Nitra                 | 1. liga   | 19 | 0                | 5                | 5                | 29               |                  |    |                      |                      |                      |                      |                      |
| 2003-2004 | Attack d'Owen Sound      | LHO       | 62 | 34               | 38               | 72               | 63               | 7                | 1  | 6                    | 7                    | 8                    |                      |                      |
| 2003-2004 | Phantoms de Philadelphie | LAH       | 2  | 0                | 0                | 0                | 0                | 3                | 1  | 0                    | 1                    | 2                    |                      |                      |
| 2004-2005 | Attack d'Owen Sound      | LHO       | 62 | 37               | 33               | 70               | 61               | 8                | 3  | 3                    | 6                    | 14                   |                      |                      |
| 2005-2006 | Phantoms de Philadelphie | LAH       | 73 | 16               | 32               | 48               | 88               | --               | -- | --                   | --                   | --                   |                      |                      |
| 2005-2006 | Flyers de Philadelphie   | LNH       | 1  | 0                | 0                | 0                | 2                | --               | -- | --                   | --                   | --                   |                      |                      |
| 2006-2007 | Phantoms de Philadelphie | LAH       | 32 | 16               | 11               | 27               | 29               | --               | -- | --                   | --                   | --                   |                      |                      |
| 2006-2007 | Flyers de Philadelphie   | LNH       | 40 | 3                | 10               | 13               | 18               | --               | -- | --                   | --                   | --                   |                      |                      |
| 2007-2008 | Phantoms de Philadelphie | LAH       | 59 | 19               | 31               | 50               | 105              | 12               | 4  | 9                    | 13                   | 30                   |                      |                      |
| 2007-2008 | Flyers de Philadelphie   | LNH       | 14 | 1                | 3                | 4                | 27               | --               | -- | --                   | --                   | --                   |                      |                      |
| 2008-2009 | HK Spartak Moscou        | KHL       | 55 | 18               | 18               | 36               | 81               | 6                | 3  | 4                    | 7                    | 6                    |                      |                      |
| 2009-2010 | HK Spartak Moscou        | KHL       | 56 | 16               | 20               | 36               | 72               | 10               | 3  | 1                    | 4                    | 24                   |                      |                      |
| 2010-2011 | HK Spartak Moscou        | KHL       | 47 | 17               | 15               | 32               | 47               | 4                | 3  | 0                    | 3                    | 2                    |                      |                      |
| 2011-2012 | HK Spartak Moscou        | KHL       | 53 | 22               | 18               | 40               | 67               | -                | -  | -                    | -                    | -                    |                      |                      |
| 2012-2013 | HK Spartak Moscou        | KHL       | 36 | 8                | 11               | 19               | 65               | -                | -  | -                    | -                    | -                    |                      |                      |
| 2012-2013 | Salavat Ioulaïev Oufa    | KHL       | 7  | 2                | 4                | 6                | 2                | 14               | 4  | 4                    | 8                    | 6                    |                      |                      |
| 2013-2014 | Salavat Ioulaïev Oufa    | KHL       | 7  | 2                | 2                | 4                | 6                | -                | -  | -                    | -                    | -                    |                      |                      |
| 2013-2014 | Toros Neftekamsk         | VHL       | 2  | 0                | 2                | 2                | 0                | -                | -  | -                    | -                    | -                    |                      |                      |
| 2013-2014 | Avangard Omsk            | KHL       | 28 | 10               | 6                | 16               | 14               | -                | -  | -                    | -                    | -                    |                      |                      |
| 2014-2015 | Lausanne HC              | NLA       | 9  | 0                | 4                | 4                | 2                | -                | -  | -                    | -                    | -                    |                      |                      |
| 2014-2015 | HC Slovan Bratislava     | KHL       | 11 | 2                | 2                | 4                | 12               | -                | -  | -                    | -                    | -                    |                      |                      |
| 2014-2015 | HC Trinec Ocelari        | Extraliga | 7  | 2                | 4                | 6                | 6                | 18               | 2  | 10                   | 12                   | 24                   |                      |                      |